# 신경심리학적 상태 평가를 위한 반복배터리
신경심리학적 상태 평가를 위한 반복배터리(Repeatable Battery for the Assessment of Neuropsychological Status, RBANS)는 1998년 처음으로 도입된 신경심리학적 검사이다. 열두 개의 하위 검사로 구성되어 있으며, 하위 검사 하나에서는 5점을 부여할 수 있다. 즉시 (immediate) 기억, 시각공간 (visuospatial) 기억, 언어 (language) 기억, 주의 (attention) 기억, 지연 (delayed) 기억, 총 5개의 영역에서 각각 1점을 부여한다. 실행 기능, 음소 유창성, 운동 반응 등에 대한 평가는 검사에 포함되어 있지 않다. 검사 실시에는 30분 정도가 소요된다. 본래는 치매에 대한 선별검사를 위해 개발되었으나, 간성 뇌증과 같은 다른 상황에도 응용되고 있다.